# Mont Kephart
Le mont Kephart (en anglais : Mount Kephart) est un sommet des monts Great Smoky, aux États-Unis. Il culmine à 1 895 mètres d'altitude à la frontière du comté de Swain et du comté de Sevier, respectivement en Caroline du Nord et au Tennessee. Il est protégé au sein du parc national des Great Smoky Mountains.